# Тешна (Појана Стампеј)
Тешна (рум. Teșna) насеље је у Румунији у округу Сучава у општини Појана Стампеј. Oпштина се налази на надморској висини од 892 m.

## Становништво
Према подацима из 2002. године у насељу је живело 343 становника, од којих су сви румунске националности.